# Бучинский, Мелитон Осипович
Бучинский, Мелитон Осипович (укр. Бучинський Мелітон Осипович; 24 февраля 1847, с. Кривое—25 апреля 1903, Станислав) — украинский галицкий фольклорист, этнограф, общественно-образовательный деятель. Член Научного общества имени Тараса Шевченко.

## Биография
Во время учёбы в Станиславе в 1860-х годах состоял в народовском движении, участвовал в издании рукописного журнала «Звезда». В 1873 году закончил Венский университет. В 1870-х участвовал в деятельности общества «Сечь» в Вене.
С 1880-х годов — адвокат в Станиславе. Вместе с Иосифом Чачковским, Теофилом Окуневским, Евгением Желеховским и Романом Заклинским учредил Общество «Беседа».
Собирал фольклорные, этнографические и диалектологические материалы на Покутье и Гуцульщине. Записи Бучинского печатала западноукраинская периодика (журнал «Правда» и газета «Дело»); часть песен вошла в книгу Владимира Антоновича и Михаила Драгоманова «Исторические песни малорусского народа»(1874—1875, т. 1-2) и опубликованы в других изданиях фольклористов; сказки напечатаны в сборнике Ивана Рудченко.
Переводил сербские народные песни на украинский, а украинские на немецкий язык.
Научную ценность имеет переписка Михаила Драгоманова с Мелитоном Бучинским, которую выдал Михаил Павлик (Львов, 1910 год). Лексикографические материалы использовал Евгений Желеховский для «Малороссийско-немецкого словаря» (Л.-Чц., 1886, т. 1-2).
Похоронен на Мемориальном кладбище Ивано-Франковска.